# Себежское поднятие
Се́бежское поднятие или Се́бежские гряды— возвышенные места на юго-западе Псковской области, в междуречье верхней  Великой и притоков Западной Двины. 
Имеет холмистый характер со средней высотностью 130 - 160 м. Максимальная высота составляет 213 м.
Среди Себежских гряд среди речных систем Великой и притоков Западной Двины расположены многочисленные себежские озёра: Себежское, Ороно, Нечерица и др.
Отделяет Псковскую низменность (к северу) от Полоцкой низменности (к югу).